# Solisková lávka
Solisková lávka ( polsky Wyżnia Soliskowa Ławka je sedélko mezi Veľkým a Predným Soliskem ve Vysokých Tatrách. Má dvě štěrbiny, severní a jižní, které od sebe odděluje výrazný hrb.  

## Název
Je nový. Objevil se, až když Prostredné Solisko, původně považováné za vedlejší vrchol Velkého Soliska, dostalo samostatné jméno. 

## První výstupy
Během přechodu Soliskového hřebene Karol Englisch a Pavel Spitzkopf st. 19. července 1903. V zimě při přechodu hřebene Adam Karpiński a Stefan Osiecki 12. dubna 1925. 

## Turistika
Do sedla nevede turistická značka.